# Bathylaophonte pacifica
Bathylaophonte pacifica is een eenoogkreeftjessoort uit de familie van de Laophontidae. De wetenschappelijke naam van de soort is voor het eerst geldig gepubliceerd in 1999 door Lee W. & Huys.